# Puchar Polski w piłce siatkowej mężczyzn (2006/2007)
Puchar Polski w piłce siatkowej mężczyzn 2006/2007 - 50. sezon rozgrywek o siatkarski Puchar Polski odbywający się od 1932 roku. 

## System rozgrywek
Rozgrywki składały się z 3 rund wstępnych, w których wystąpiły zespoły z II i III lig. Zwycięzcy grali w 1. rundzie z zespołami z I ligi, aż do wyłonienia 2 zespołów, które dołączyły w następnej rundzie do drużyn z PLS w fazie grupowej. Gospodarzem jest drużyna, która zajęła niższą pozycję w klasyfikacji końcowej lub z niższej ligi. Zwycięzcy awansowali z fazy grupowej, w której były 3 grupy po 4 zespoły walczyły w turnieju finałowym od ćwierćfinałów.

## Drużyny uczestniczące
| PLS 10 drużyn                    | PLS 10 drużyn | PLS 10 drużyn |
| -------------------------------- | ------------- | ------------- |
| Jastrzębie Borynia               | półfinał      |               |
| PZU AZS Olsztyn                  | finał         |               |
| Pamapol AZS Częstochowa          | półfinał      |               |
| BOT Skra Bełchatów               | zwycięzca     |               |
| Mostostal-Azoty Kędzierzyn-Koźle | ćwierćfinał   |               |
| AZS Politechnika Warszawska      | ćwierćfinał   |               |
| Resovia                          | ćwierćfinał   |               |
| KS Jadar Radom                   | faza grupowa  |               |
| Gwardia Wrocław                  | ćwierćfinał   |               |
| Delecta Bydgoszcz                | faza grupowa  |               |

| I liga 12 drużyn         | I liga 12 drużyn | I liga 12 drużyn |
| ------------------------ | ---------------- | ---------------- |
| BBTS Bielsko-Biała       | 1. runda         |                  |
| Moderator Hajnówka       | 2. runda         |                  |
| Skra II Bełchatów        | faza grupowa     |                  |
| Joker Piła               | 1. runda         |                  |
| Avia Świdnik             | faza grupowa     |                  |
| GTPS Gorzów Wielkopolski | 2. runda         |                  |
| SPS Zduńska Wola         | 1. runda         |                  |
| Płomień Sosnowiec        | 2. runda         |                  |
| Energetyk Jaworzno       | 1. runda         |                  |
| Inotel Poznań            | 3. runda         |                  |
| AZS Stal Nysa            | 1. runda         |                  |
| Bzura Ozorków            | 1. runda         |                  |

| niższe ligi 18 drużyn | niższe ligi 18 drużyn |
| --------------------- | --------------------- |
| Cukrownik Lublin      | 1. r. wstępna         |
| KKS Kozienice         | r. przedwst.          |
| Biebrza Lipsk         | r. przedwst.          |
| Ślepsk Augustów       | 1. r. wstępna         |
| KS Wanda Kraków       | 1. r. wstępna         |
| KS Błękitni Ropczyce  | 1. runda              |
| Delic-Pol Częstochowa | 1. r. wstępna         |
| MKS MOS Będzin        | 2. r. wstępna         |
| Sudety Kamienna Góra  | 2. r. wstępna         |
| Rosiek Syców          | 1. r. wstępna         |
| Czarni Rząśnia        | 1. runda              |
| Energa Trefl Gdańsk   | 2. runda              |
| GTS Gdańsk            | 2. r. wstępna         |
| Morze Bałtyk Szczecin | 1. r. wstępna         |
| MUKS Kadra Kalisz     | 1. r. wstępna         |
| Orzeł Międzyrzecz     | 2. r. wstępna         |
| Olimpia Sulęcin       | 3. runda              |
| AZS Zielona Góra      | 1. r. wstępna         |

## Rozgrywki

### runda przedwstępna
| Data       | Drużyna 1        | Wynik | Drużyna 2       | Sety                |
| ---------- | ---------------- | ----- | --------------- | ------------------- |
| 02.09.2006 | Cukrownik Lublin | 3:0   | KKS Kozienice   | 25:22, 26:24, 25:21 |
| 02.09.2006 | Biebrza Lipsk    | 0:3   | Ślepsk Augustów | 20:25, 21:25, 25:27 |

### 1. runda wstępna
| Data       | Drużyna 1             | Wynik | Drużyna 2             | Sety                              |
| ---------- | --------------------- | ----- | --------------------- | --------------------------------- |
| 09.09.2006 | KS Wanda Kraków       | 0:3   | KS Błękitni Ropczyce  |                                   |
| 09.09.2006 | Delic-Pol Częstochowa | 1:3   | MKS MOS Będzin        | 25:15, 18:25, 18:25, 20:25        |
| 09.09.2006 | Sudety Kamienna Góra  | 3:2   | Rosiek Syców          | 25:14, 26:24, 14:25, 18:25, 27:25 |
| 09.09.2006 | Cukrownik Lublin      | 2:3   | Czarni Rząśnia        | 25:18, 20:25, 25:23, 27:29, 20:22 |
| 09.09.2006 | Ślepsk Augustów       | 0:3   | Energa Trefl Gdańsk   | 19:25, 16:25, 21:25               |
| 09.09.2006 | GTS Gdańsk            | 3:0   | Morze Bałtyk Szczecin | 25:20, 25:14, 25:15               |
| 09.09.2006 | MUKS Kadra Kalisz     | 0:3   | Orzeł Międzyrzecz     | 17:25, 19:25, 19:25               |
| 09.09.2006 | Olimpia Sulęcin       | 3:0   | AZS Zielona Góra      | 28:26, 25:20, 28:26               |

### 2. runda wstępna
| Data       | Drużyna 1            | Wynik | Drużyna 2            | Sety                       |
| ---------- | -------------------- | ----- | -------------------- | -------------------------- |
| 13.09.2006 | MKS MOS Będzin       | 0:3   | KS Błękitni Ropczyce | 24:26, 18:25, 17:25        |
| 13.09.2006 | Sudety Kamienna Góra | 1:3   | Czarni Rząśnia       | 24:26, 23:25, 25:22, 18:25 |
| 13.09.2006 | GTS Gdańsk           | 0:3   | Energa Trefl Gdańsk  | 18:25, 19:25, 22:25        |
| 13.09.2006 | Orzeł Międzyrzecz    | 2:3   | Olimpia Sulęcin      |                            |

### 1. runda
| Data       | Drużyna 1            | Wynik | Drużyna 2                | Sety                              |
| ---------- | -------------------- | ----- | ------------------------ | --------------------------------- |
| 16.09.2006 | KS Błękitni Ropczyce | 2:3   | Skra II Bełchatów        | 25:20, 22:25, 25:16, 23:25, 14:16 |
| 16.09.2006 | Czarni Rząśnia       | 0:3   | Płomień Sosnowiec        | 27:29, 22:25, 15:25               |
| 16.09.2006 | GTPS Gorzów Wlkp.    | 3:0   | MCKiS Energetyk Jaworzno | 25:22, 27:25, 25:21               |
| 16.09.2006 | Inotel Poznań        | 3:0   | Bzura Ozorków            | 25:19, 25:13, 25:22               |
| 16.09.2006 | BBTS Bielsko Biała   | 0:3   | Pronar Hajnówka          | 15:25, 17:25, 22:25               |
| 16.09.2006 | Avia Świdnik         | 3:1   | AZS PWSZ Nysa            | 25:22, 22:25, 25:18, 25:16        |
| 16.09.2006 | Energa Trefl Gdańsk  | 3:2   | Joker Piła               | 14:25, 23:25, 25:22, 26:24, 18:16 |
| 16.09.2006 | Olimpia Sulęcin      | 3:1   | SPS Zduńska Wola         | 24:26, 26:24, 25:17, 25:20        |

### 2. runda
| Data       | Drużyna 1           | Wynik | Drużyna 2         | Sety                              |
| ---------- | ------------------- | ----- | ----------------- | --------------------------------- |
| 23.09.2006 | Skra II Bełchatów   | 3:1   | Płomień Sosnowiec | 23:25, 25:23, 25:21, 25:21        |
| 23.09.2006 | Inotel Poznań       | 3:0   | GTPS Gorzów Wlkp. | walkower                          |
| 23.09.2006 | Pronar Hajnówka     | 0:3   | Avia Świdnik      | walkower                          |
| 23.09.2006 | Energa Trefl Gdańsk | 2:3   | Olimpia Sulęcin   | 26:28, 25:20, 40:38, 24:26, 12:15 |

### 3. runda
| Data       | Drużyna 1         | Wynik | Drużyna 2         | Sety                              |
| ---------- | ----------------- | ----- | ----------------- | --------------------------------- |
| 27.09.2006 | Inotel Poznań     | 0:3   | Skra II Bełchatów | 23:25, 23:25, 20:25               |
| 01.10.2006 | Skra II Bełchatów | 2:3   | Inotel Poznań     | 25:23, 25:16, 16:25, 20:25, 13:15 |
|            |                   |       |                   |                                   |
| 27.09.2006 | Olimpia Sulęcin   | 3:1   | Avia Świdnik      | 25:20, 21:25, 25:22, 25:23        |
| 01.10.2006 | Avia Świdnik      | 3:0   | Olimpia Sulęcin   | 25:17, 25:16, 28:26               |

### Faza grupowa

#### I grupa
Wyniki
| Data       | Drużyna 1                  | Wynik | Drużyna 2                  | Sety                              |
| ---------- | -------------------------- | ----- | -------------------------- | --------------------------------- |
| 07.10.2006 | Skra Bełchatów             | 3:0   | Mostostal Kędzierzyn-Koźle | 25:20, 25:21, 25:23               |
| 07.10.2006 | Delecta Bydgoszcz          | 3:0   | Skra II Bełchatów          | 25:19, 25:21, 25:19               |
| 08.10.2006 | Skra Bełchatów             | 0:3   | Mostostal Kędzierzyn-Koźle | 16:25, 15:25, 23:25               |
| 08.10.2006 | Delecta Bydgoszcz          | 3:0   | Skra II Bełchatów          | 25:13, 25:17, 27:25               |
|            |                            |       |                            |                                   |
| 14.10.2006 | Mostostal Kędzierzyn-Koźle | 3:0   | Skra II Bełchatów          | 25:21, 25:13, 25:22               |
| 14.10.2006 | Skra Bełchatów             | 3:1   | Delecta Bydgoszcz          | 23:25, 25:15, 25:14, 25:17        |
| 15.10.2006 | Mostostal Kędzierzyn-Koźle | 3:0   | Skra II Bełchatów          | 25:14, 27:25, 25:22               |
| 15.10.2006 | Skra Bełchatów             | 3:2   | Delecta Bydgoszcz          | 19:25, 25:22, 23:25, 25:23, 16:14 |
|            |                            |       |                            |                                   |
| 21.10.2006 | Delecta Bydgoszcz          | 1:3   | Mostostal Kędzierzyn-Koźle | 23:25, 20:25, 25:20, 15:25        |
| 21.10.2006 | Skra II Bełchatów          | 1:3   | Skra Bełchatów             | 19:25, 25:20, 14:25, 19:25        |
| 22.10.2006 | Delecta Bydgoszcz          | 0:3   | Mostostal Kędzierzyn-Koźle | 22:25, 21:25, 18:25               |
| 22.10.2006 | Skra II Bełchatów          | 0:3   | Skra Bełchatów             | 21:25, 22:25, 20:25               |
|            |                            |       |                            |                                   |
| 28.10.2006 | Mostostal Kędzierzyn-Koźle | 3:0   | Skra Bełchatów             | 32:30, 25:20, 25:18               |
| 28.10.2006 | Skra II Bełchatów          | 0:3   | Delecta Bydgoszcz          | 22:25, 13:25, 18:25               |
| 29.10.2006 | Mostostal Kędzierzyn-Koźle | 2:3   | Skra Bełchatów             | 15:25, 25:22, 25:20, 25:27, 11:15 |
| 29.10.2006 | Skra II Bełchatów          | 0:3   | Delecta Bydgoszcz          | 16:25, 23:25, 15:25               |
|            |                            |       |                            |                                   |
| 04.11.2006 | Skra II Bełchatów          | 0:3   | Mostostal Kędzierzyn-Koźle | 18:25, 14:25, 23:25               |
| 04.11.2006 | Delecta Bydgoszcz          | 1:3   | Skra Bełchatów             | 30:28, 23:25, 25:27, 22:25        |
| 05.11.2006 | Skra II Bełchatów          | 0:3   | Mostostal Kędzierzyn-Koźle | 22:25, 27:29, 22:25               |
| 05.11.2006 | Delecta Bydgoszcz          | 1:3   | Skra Bełchatów             | 25:27, 27:25, 16:25, 17:25        |
|            |                            |       |                            |                                   |
| 11.11.2006 | Mostostal Kędzierzyn-Koźle | 3:0   | Delecta Bydgoszcz          | 25:23, 25:19, 25:16               |
| 11.11.2006 | Skra Bełchatów             | 2:3   | Skra II Bełchatów          | 24:26, 27:29, 25:17, 25:14, 12:15 |
| 12.11.2006 | Mostostal Kędzierzyn-Koźle | 2:3   | Delecta Bydgoszcz          | 18:25, 25:21, 21:25, 25:19, 12:15 |
| 12.11.2006 | Skra Bełchatów             | 3:1   | Skra II Bełchatów          | 28:26, 25:16, 22:25, 25:19        |

Tabela
| Lp. | Drużyna                    | Pkt | Mecze | Mecze | Mecze | Sety | Sety | Sety  |
| Lp. | Drużyna                    | Pkt | M     | W     | P     | wyg. | prz. | ratio |
| --- | -------------------------- | --- | ----- | ----- | ----- | ---- | ---- | ----- |
| 1   | Mostostal Kędzierzyn-Koźle | 21  | 12    | 9     | 3     | 31   | 10   | 3.100 |
| 2   | Skra Bełchatów             | 21  | 12    | 9     | 3     | 29   | 18   | 1.611 |
| 3   | Delecta Bydgoszcz          | 17  | 12    | 5     | 7     | 21   | 23   | 0.913 |
| 4   | Skra II Bełchatów          | 13  | 12    | 1     | 11    | 5    | 35   | 0.143 |

#### II grupa
Wyniki
| Data       | Drużyna 1        | Wynik | Drużyna 2                 | Sety                              |
| ---------- | ---------------- | ----- | ------------------------- | --------------------------------- |
| 07.10.2006 | PZU AZS Olsztyn  | 3:1   | Jadar Radom               | 25:19, 22:25, 25:22, 25:16        |
| 07.10.2006 | AZS Politechnika | 2:3   | AZS Częstochowa           | 25:27, 25:23, 27:29, 25:23, 11:15 |
| 08.10.2006 | PZU AZS Olsztyn  | 3:2   | Jadar Radom               | 25:22, 25:19, 22:25, 22:25, 15:13 |
| 08.10.2006 | AZS Politechnika | 0:3   | AZS Częstochowa           | 19:25, 30:32, 25:27               |
|            |                  |       |                           |                                   |
| 14.10.2006 | Jadar Radom      | 2:3   | AZS Częstochowa           | 25:23, 28:30, 25:19, 19:25, 13:15 |
| 14.10.2006 | PZU AZS Olsztyn  | 0:3   | AZS Politechnika Warszawa | 17:25, 21:25, 19:25               |
| 15.10.2006 | Jadar Radom      | 0:3   | AZS Częstochowa           | 25:27, 22:25, 17:25               |
| 15.10.2006 | PZU AZS Olsztyn  | 0:3   | AZS Politechnika Warszawa | 15:25, 22:25, 23:25               |
|            |                  |       |                           |                                   |
| 21.10.2006 | AZS Politechnika | 2:3   | Jadar Radom               | 25:27, 25:21, 25:19, 17:25, 10:15 |
| 21.10.2006 | AZS Częstochowa  | 1:3   | PZU AZS Olsztyn           | 23:25, 24:26, 25:19, 19:25        |
| 22.10.2006 | AZS Politechnika | 3:0   | Jadar Radom               | 27:25, 25:20, 29:27               |
| 22.10.2006 | AZS Częstochowa  | 3:0   | PZU AZS Olsztyn           | 25:14, 25:18, 25:22               |
|            |                  |       |                           |                                   |
| 28.10.2006 | Jadar Radom      | 3:2   | PZU AZS Olsztyn           | 25:17, 15:25, 22:25, 25:21, 15:13 |
| 28.10.2006 | AZS Częstochowa  | 3:1   | AZS Politechnika Warszawa | 30:32, 25:19, 25:20, 25:19        |
| 29.10.2006 | Jadar Radom      | 0:3   | PZU AZS Olsztyn           | 23:25, 21:25, 15:25               |
| 29.10.2006 | AZS Częstochowa  | 1:3   | AZS Politechnika Warszawa | 25:17, 17:25, 22:25, 22:25        |
|            |                  |       |                           |                                   |
| 04.11.2006 | AZS Częstochowa  | 3:2   | Jadar Radom               | 25:13, 25:22, 22:25, 22:25, 15:10 |
| 04.11.2006 | AZS Politechnika | 0:3   | PZU AZS Olsztyn           | 18:25, 22:25, 21:25               |
| 05.11.2006 | AZS Częstochowa  | 3:0   | Jadar Radom               | 25:21, 25:21, 25:18               |
| 05.11.2006 | AZS Politechnika | 3:0   | PZU AZS Olsztyn           | 25:20, 25:22, 25:23               |
|            |                  |       |                           |                                   |
| 11.11.2006 | Jadar Radom      | 0:3   | AZS Politechnika Warszawa | 21:25, 22:25, 27:29               |
| 11.11.2006 | PZU AZS Olsztyn  | 1:3   | AZS Częstochowa           | 26:26, 21:25, 25:21, 20:25        |
| 12.11.2006 | Jadar Radom      | 3:1   | AZS Politechnika Warszawa | 21:25, 27:25, 25:23, 25:18        |
| 12.11.2006 | PZU AZS Olsztyn  | 1:3   | AZS Częstochowa           | 25:21, 28:30, 19:25, 20:25        |

Tabela
| Lp. | Drużyna                     | Pkt | Mecze | Mecze | Mecze | Sety | Sety | Sety  |
| Lp. | Drużyna                     | Pkt | M     | W     | P     | wyg. | prz. | ratio |
| --- | --------------------------- | --- | ----- | ----- | ----- | ---- | ---- | ----- |
| 1   | Wkręt-Met AZS Częstochowa   | 42  | 22    | 20    | 2     | 32   | 15   | 2.133 |
| 2   | AZS Politechnika Warszawska | 18  | 12    | 6     | 6     | 23   | 19   | 1.211 |
| 3   | PZU AZS Olsztyn             | 17  | 12    | 5     | 7     | 19   | 25   | 0.760 |
| 4   | Jadar Radom                 | 15  | 12    | 3     | 9     | 16   | 32   | 0.500 |

#### III grupa
Wyniki
| Data       | Drużyna 1          | Wynik | Drużyna 2          | Sety                              |
| ---------- | ------------------ | ----- | ------------------ | --------------------------------- |
| 07.10.2006 | Resovia Rzeszów    | 3:1   | Jastrzębski Węgiel | 13:25, 25:21, 25:23, 25:16        |
| 07.10.2006 | Avia Świdnik       | 1:3   | Gwardia Wrocław    | 23:25, 22:25, 25:18, 24:26        |
| 08.10.2006 | Resovia Rzeszów    | 3:1   | Jastrzębski Węgiel | 25:21, 25:20, 23:25, 25:21        |
| 08.10.2006 | Avia Świdnik       | 1:3   | Gwardia Wrocław    | 16:25, 25:20, 22:25, 18:25        |
|            |                    |       |                    |                                   |
| 14.10.2006 | Resovia Rzeszów    | 2:3   | Gwardia Wrocław    | 25:19, 27:29, 24:26, 25:19, 13:15 |
| 14.10.2006 | Avia Świdnik       | 0:3   | Jastrzębski Węgiel | 17:25, 23:25, 24:26               |
| 15.10.2006 | Resovia Rzeszów    | 2:3   | Gwardia Wrocław    | 25:18, 18:25, 23:25, 25:21, 12:15 |
| 15.10.2006 | Avia Świdnik       | 3:0   | Jastrzębski Węgiel | 25:23, 25:20, 25:18               |
|            |                    |       |                    |                                   |
| 21.10.2006 | Gwardia Wrocław    | 3:1   | Jastrzębski Węgiel | 25:14, 19:25, 25:23, 25:19        |
| 21.10.2006 | Avia Świdnik       | 0:3   | Resovia Rzeszów    | 17:25, 21:25, 17:25               |
| 22.10.2006 | Gwardia Wrocław    | 3:1   | Jastrzębski Węgiel | 22:25, 25:19, 25:19, 25:21        |
| 22.10.2006 | Avia Świdnik       | 0:3   | Resovia Rzeszów    | 21:25, 19:25, 23:25               |
|            |                    |       |                    |                                   |
| 28.10.2006 | Jastrzębski Węgiel | 0:3   | Resovia Rzeszów    | 21:25, 23:25, 31:33               |
| 28.10.2006 | Gwardia Wrocław    | 1:3   | Avia Świdnik       | 22:25, 27:25, 27:29, 22:25        |
| 29.10.2006 | Jastrzębski Węgiel | 0:3   | Resovia Rzeszów    | 20:25, 21:25, 21:25               |
| 29.10.2006 | Gwardia Wrocław    | 3:2   | Avia Świdnik       | 25:24, 20:25, 19:25, 27:25, 15:9  |
|            |                    |       |                    |                                   |
| 04.11.2006 | Gwardia Wrocław    | 2:3   | Resovia Rzeszów    | 20:25, 25:20, 22:25, 25:20, 13:15 |
| 04.11.2006 | Jastrzębski Węgiel | 3:0   | Avia Świdnik       | 25:22, 25:17, 25:19               |
| 05.11.2006 | Gwardia Wrocław    | 1:3   | Resovia Rzeszów    | 14:25, 16:25, 25:20, 15:25        |
| 05.11.2006 | Jastrzębski Węgiel | 3:0   | Avia Świdnik       | 25:20, 25:22, 25:19               |
|            |                    |       |                    |                                   |
| 11.11.2006 | Jastrzębski Węgiel | 3:1   | Gwardia Wrocław    | 31:29, 21:25, 25:23, 25:20        |
| 11.11.2006 | Resovia Rzeszów    | 3:2   | Avia Świdnik       | 25:18, 25:27, 18:25, 25:14, 15:11 |
| 12.11.2006 | Jastrzębski Węgiel | 1:3   | Gwardia Wrocław    | 18:25, 19:25, 25:17, 17:25        |
| 12.11.2006 | Resovia Rzeszów    | 3:0   | Avia Świdnik       | 25:15, 25:16, 30:28               |

Tabela
| Lp. | Drużyna            | Pkt | Mecze | Mecze | Mecze | Sety | Sety | Sety  |
| Lp. | Drużyna            | Pkt | M     | W     | P     | wyg. | prz. | ratio |
| --- | ------------------ | --- | ----- | ----- | ----- | ---- | ---- | ----- |
| 1   | Resovia Rzeszów    | 22  | 12    | 10    | 2     | 34   | 12   | 2.833 |
| 2   | Gwardia Wrocław    | 20  | 12    | 8     | 4     | 29   | 23   | 1.261 |
| 3   | Jastrzębski Węgiel | 16  | 12    | 4     | 8     | 17   | 25   | 0.680 |
| 4   | Avia Świdnik       | 14  | 12    | 2     | 10    | 12   | 31   | 0.387 |

### Turniej finałowy

#### Ćwierćfianły
| Data       | Drużyna 1          | Wynik | Drużyna 2                  | Sety                              |
| ---------- | ------------------ | ----- | -------------------------- | --------------------------------- |
| 13.04.2007 | Skra Bełchatów     | 3:1   | Mostostal Kędzierzyn–Koźle | 25:23, 25:20, 22:25, 25:21        |
| 13.04.2007 | Jastrzębski Węgiel | 3:0   | Gwardia Wrocław            | 25:19, 25:15, 25:16               |
| 13.04.2007 | PZU AZS Olsztyn    | 3:2   | AZS Politechnika Warszawa  | 25:22, 23:25, 22:25, 25:15, 15:13 |
| 13.04.2007 | AZS Częstochowa    | 3:0   | Resovia Rzeszów            | 25:11, 26:24, 30:28               |

#### Półfinał
| Data       | Drużyna 1       | Wynik | Drużyna 2          | Sety                              |
| ---------- | --------------- | ----- | ------------------ | --------------------------------- |
| 14.04.2007 | Skra Bełchatów  | 3:1   | Jastrzębski Węgiel | 19:25, 25:20, 25:18, 25:23        |
| 14.04.2007 | PZU AZS Olsztyn | 3:2   | AZS Częstochowa    | 25:23, 22:25, 25:21, 15:25, 15:13 |

#### Finał
| Data       | Drużyna 1      | Wynik | Drużyna 2       | Sety                |
| ---------- | -------------- | ----- | --------------- | ------------------- |
| 15.04.2007 | Skra Bełchatów | 3:0   | PZU AZS Olsztyn | 25:23, 28:26, 25:17 |